# Fideris
Fideris est une commune suisse du canton des Grisons, située dans la région de Prättigau/Davos et la vallée du Prättigau.

## Bâtiments
Le centre du village ainsi que la « Türmlihaus » avec son aménagement historique est reconnu comme bien culturel suisse d'importance nationale.

Vue aérienne (1954).